# ریگی (میان‌جلگه)
ریگی، روستایی در دهستان بلهرات بخش بلهرات شهرستان میان‌جلگه در استان خراسان رضوی ایران است. این روستا، مرکز دهستان بلهرات است.

## جمعیت
بر پایه سرشماری عمومی نفوس و مسکن در سال ۱۳۹۵، جمعیت این روستا برابر با ۱٬۶۵۸ نفر (۴۹۱ خانوار) بوده است.